# Meliosma arnottiana
Meliosma arnottiana är en tvåhjärtbladig växtart som först beskrevs av Robert Wight, och fick sitt nu gällande namn av Wilhelm Gerhard Walpers. Meliosma arnottiana ingår i släktet Meliosma och familjen Sabiaceae. Utöver nominatformen finns också underarten M. a. hachijoensis.